# Leopold Matuszczak
Leopold Matuszczak (ur. 13 września 1931 w Łodzi, zm. 6 października 2013) – polski aktor teatralny, filmowy, telewizyjny i dubbingowy.

## Życiorys
W 1955 ukończył Państwową Wyższą Szkołę Teatralną w Łodzi i w tym samym roku zadebiutował w teatrze. W latach 1955–1956 oraz 1965–1968 występował w Teatrze im. Osterwy w Lublinie, od 1956 do 1958 w Teatrze im. Węgierki w Białymstoku, a w latach 1958–1965 w Teatrze Dramatycznym w Szczecinie. Od 1968 roku pracował w teatrach w Warszawie: do 1978 Teatrze Polskim, w latach 1979–1985 Teatrze Studio, a od 1985 do 1987 Teatrze na Targówku. Zmarł 6 października 2013 roku. Do swojej śmierci był mężem aktorki Haliny Kazimierowskiej-Matuszczak. Został pochowany na Cmentarzu Komunalnym Północnym na Wólce Węglowej w Warszawie (kwatera U-II-4-10-24).

## Aktor
- 1973: Janosik
- 1974: S.O.S. (serial telewizyjny) (1974) – kapitan Karol Rudka, przyjaciel Kostronia
- 1976: Polskie drogi – doktor Maculewicz
- 1978: ...Gdziekolwiek jesteś panie prezydencie...
- 1979–1981: Najdłuższa wojna nowoczesnej Europy – sędzia przesłuchujący Marcinkowskiego (niewymieniony w czołówce)
- 1979: Sekret Enigmy – członek zespołu kryptologów
- 1980: Powstanie Listopadowe. 1830–1831 – Leon Dębowski
- 1983: Alternatywy 4 – dzielnicowy na Pradze
- 1983: Nadzór – lekarz dokarmiający głodującą Klarę
- 1984: 111 dni letargu – inżynier, więzień w celi 192
- 1985: Sprawa hrabiego Rottera – lekarz sądowy
- 1985: Temida – lekarz sądowy
- 1986: Tulipan – milicjant, organizator obławy
- 1986: Wcześnie urodzony – milicjant
- 1986: Zmiennicy – Kalina, celnik na Okęciu
- 1988–1991: W labiryncie – milicjant informujący Paciorkową o zatrzymaniu „Bajbusa” / Roman, przyjaciel Leona Guttmana, kombatant
- 1988: Rzeczpospolitej dni pierwsze
- 1989: Akwen Eldorado – Rybak na zebraniu
- 1995: Archiwista

## Użyczył głosu
- 2007: Magiczna karuzela
- 2005: Oliver Twist
- 2004: Scooby-Doo 2: Potwory na gigancie
- 2004: W 80 dni dookoła świata
- 2003: Liga najgłupszych dżentelmenów
- 2002: Król Maciuś Pierwszy
- 2000−2002: Owca w Wielkim Mieście
- 2000: Łatek
- 1999: Stalowy gigant – Frank
- 1999: Asterix i Obelix kontra Cezar – Przetrwawix
- 1998: Przygody Kuby Guzika
- 1998: Walter Melon
- 1998: Papirus – Chnum
- 1999–2006: Atomówki – Burmistrz
- 1997: Bibi Blocksberg – Profesor (odc. 1)
- 1996: Dzwonnik z Notre Dame – Stary heretyk
- 1995: Jeszcze bardziej zgryźliwi tetrycy
- 1995: Nowe przygody Madeline
- 1994: Tabaluga – Attyla
- 1994: Prowincjonalne życie
- 1994: Król lew
- 1993–1998: Animaniacy – Tadeusz Plotz
- 1993–1995: Szmergiel
- 1993: Yabba Dabba Do!
- 1992–1993: Goofy i inni –
  - Burmistrz,
  - Strażak,
  - Milioner, właściciel bucików ze szczerego złota,
  - Staruszek wiozący Pete’a łodzią na bezludną wyspę
- 1992: Wyspa Niedźwiedzi – Różowy Baron
- 1992: Batman – Lucius Fox
- 1992: Aladyn – Gazeem
- 1990–1994: Super Baloo –
  - Barni, emerytowany pracownik przy działach antypirackich,
  - Listonosz osiemnastej klasy
- 1990–1991: Muminki – Czarnoksiężnik
- 1989–1992: Chip & Dale Brygada RR –
  - Przyjaciel Rockfora w Hiszpanii,
  - Krab Pustelnik,
  - Wódz plemienia żuków,
  - jeden z robotników goniący Flasha (6)
- 1989: Bouli – Lodziarz
- 1988−1989: Dommel
- 1987: Jetsonowie spotykają Flintstonów – Słoneczny
- 1987: Dzielny mały Toster – Pan Peters
- 1987: Diplodo – Bąbel
- 1987–1990: Kacze opowieści (stara wersja dubbingowana) –
  - strażnik więzienia w Montegima (10),
  - sprzedawca hot dogów, u którego stołował się Sknerus (18),
  - jeden z londyńskich policjantów (25),
  - Bill Owsianka (34),
  - konkurent Rybokota, zwany Cwanym Staruchem (38),
  - jeden z kosmitów, którzy ukradli kryształ nadający wszelkie talenty (53),
  - kapitan Huragan (65),
  - staruszek, któremu zabrano ostatnią krowę na ofiarę dla Giganta (67),
  - doktor Von Pryszcz, lekarz w bezpłatnej przychodni (73),
  - jeden z uczestników wideokonferencji (95),
  - mieszkaniec krainy Tra-la-la, który znalazł kapsel (96)
- 1987–1990: Kacze opowieści (nowa wersja dubbingowana) –
  - Persiwal, członek Klubu Eksploratorów (45),
  - Policjant (37),
  - jeden z przestępców (34),
  - Król Krasnali (7),
  - strażnik w więzieniu (1)
- 1986: Bolek i Lolek na Dzikim Zachodzie – Kowal
- 1985–1988: M.A.S.K. –
  - mnich #2 (3),
  - żołnierz (5),
  - Ludwik von Ryan (6),
  - pracownik elektrowni (7),
  - wódz miasta Rajim (15),
  - dziadek Becky (21),
  - przewodnik (48),
  - Paddy (49),
  - dziadek Ketachy (55),
  - Zuata (59)
- 1985: Gumisie
- 1983: Dookoła świata z Willym Foggiem
- 1981: Królik Bugs: Rycerski rycerz Bugs
- 1981: Smerfy –
  - właściciel sakiewki (odc. Najsmerfniejszy dzień w roku)
  - sprzedawca ryb (odc. Najsmerfniejszy dzień w roku)
  - strażnik (odc. Najsmerfniejszy dzień w roku)
- 1981–1982: Heathcliff i Marmaduke
- 1980: Mały rycerz El Cid
- 1980: Pies, który śpiewał
- 1977–1980: Kapitan Grotman i Aniołkolatki
- 1976–1978: Scooby Doo – właściciel fabryki lodów, a także wiele innych postaci
- 1976: Pinokio – Marcello
- 1976: Ja, Klaudiusz – Rufus
- 1975–1976: Pszczółka Maja –
  - Robaczek Świętojański,
  - jeden z szerszeni planujących napad na ul Mai,
  - pająk, który złapał motyla w odcinku o Nocusiu,
  - Turkuć Podjadek
- 1973: Detektyw Pchełka na tropie – Kamerdyner Emmy Gotroks
- 1972: Pinokio (wersja japońska)
- 1970–1972: Josie i Kociaki
- 1966: Człowiek zwany Flintstonem
- 1962–1987: Jetsonowie – Słoneczny
- 1962: Wally Gator (wydane przez Polskie Nagrania pod koniec lat osiemdziesiątych) – Szlachcic, który wziął Wally’ego za smoka
- 1961–1962: Kot Tip-Top (wydane przez Polskie Nagrania pod koniec lat osiemdziesiątych) – Kapitan, przełożony policjanta Sluta
- 1960–1966: Między nami jaskiniowcami (pierwsza wersja dubbingu) m.in. –
  - Gracz (odc. 62),
  - Diplodok budowlany (odc. 62)
- 1960–1966: Flintstonowie (wydane przez Polskie Nagrania pod koniec lat osiemdziesiątych) – Sierżant (odc. pt. Opieka nad dzieckiem)
- 1960–1966: Flintstonowie m.in. –
  - głos (6),
  - Wielki Mistrz (11),
  - policjant na posterunku (12),
  - policjant, ścigający złodziei (17),
  - liczący w kasie (20),
  - jubiler (21),
  - pan Skalniak (22),
  - Doktor Żwirołek (43),
  - przewożący (56),
  - listonosz (57),
  - kolega Freda z pracy (148),
  - Kapitan (162),
  - różne głosy
- 1955: Zakochany kundel – Bull
- 1930-1963: Zwariowane melodie